# Sri Suriyothai
Ne doit pas être confondu avec Suriyothai, film historique.
Sri Suriyothai (en thaï สุริโยทัย), née en 1511 et morte en décembre 1548, est une reine consort du royaume d'Ayutthaya au XVIe siècle. Elle est célèbre pour avoir donné sa vie pour défendre son mari, le roi Maha Chakkraphat, lors d'une bataille pendant la guerre birmano-siamoise de 1547 à 1549.

## Nom et titre
Somdet Phra (สมเด็จพระ) et Sri (ศรี), prononcé et transcrit souvent en Si, sont des noms honorifiques. Son prénom Suriyothai สุริโยทัย signifie "Aube". C'est un composé de Suriya, du sanskrit surya सूर्य "soleil", à travers le mot tamoul dérivé de Prakrit சூரிய (Suriya); plus Uthai de उदय "Briller", encore une fois Prakrit dérivé du tamoul உதய (Uthaya). Son titre Mahathewi est également un dérivé similaire du tamoul மகா Grande (Maha) et தேவி Dame (Thewi).
Le nom "Suriyothai" est mentionné pour la première fois dans une chronique écrite par Pan Jantanumas (Cherm), 247 ans après la bataille.

## Biographie
Suriyothai épouse le prince Tien lorsqu'il est régent sous le règne du roi Yodfa. Souhaitant rester fidèle à Suriyothai, le prince Tien entre dans un monastère pour éviter les avances de Si Sudachan, la reine mère.
Suriyothai est la reine au début du règne du roi Maha Chakkraphat. En 1548, à peine six mois après le début du règne du roi Maha Chakkraphat, Tabinshwehti, le roi de Birmanie envahit le Siam avec l'intention de saccager la capitale principale, Ayutthaya.

### Première invasion birmane
L'invasion rencontre d'abord peu de résistance, car la force birmane est trop nombreuse pour les petits postes de garde à la frontière. En entendant parler de l'invasion birmane, Maha Chakkraphat mobilise son royaume, puis rassemble ses forces à Suphanburi, une ville juste à l'ouest d'Ayutthaya. Lorsque Tabinshwehti et son armée birmane arrivent à la ville fortifiée de Kanchanaburi, ils la trouvent déserte. Le roi de Birmanie poursuit ensuite sa marche vers l'est, capturant les villages de Ban Thuan, Kaphan Tru et Chorakhe Sam Phan. Tabinshwehti divise son armée en trois colonnes, la première commandée par Bayinnaung, la deuxième par Thado Dhamma Yaza, vice-roi de Prome et la troisième par Yong, le gouverneur de Bassein. Les Birmans poursuivent leur avance et capturent l'ancienne ville d'U Thong ainsi que les villages de Don Rakhang et Nong Sarai et se rapprochent de Suphanburi. Lorsque les Birmans attaquent la ville, les défenseurs siamois ne peuvent résister à l'assaut et se retirent vers Ayutthaya. Tabinshwehti ordonne à son armée de se diriger vers le sud-est le long de deux canaux et traverse la rivière Chao Phraya, près de Phong Phaeng. De là, il campe son armée directement au nord de la capitale siamoise d'Ayutthaya, sur un champ appelé la plaine de Lumpli.
Maha Chakkraphat quitte la capitale avec ses forces pour engager Tabinshwehti et tester la force birmane. À cette occasion, il monte son éléphant chef de guerre. Il est accompagné de la reine, Sri Suriyothai, et d'une de leurs jeunes filles, la princesse Boromdhilok, toutes les deux chevauchent ensemble sur un éléphant de guerre plus petit. Les deux dames royales sont vêtues d'une tenue militaire masculine (casque et armure), la reine porte l'uniforme d'un Uparaja. Maha Chakkraphat est également accompagné sur des montures d'éléphants par deux fils, l'Uparaja et héritier présumé, le prince Ramesuan, et son frère le prince Mahin.

### Bataille d'éléphants et mort

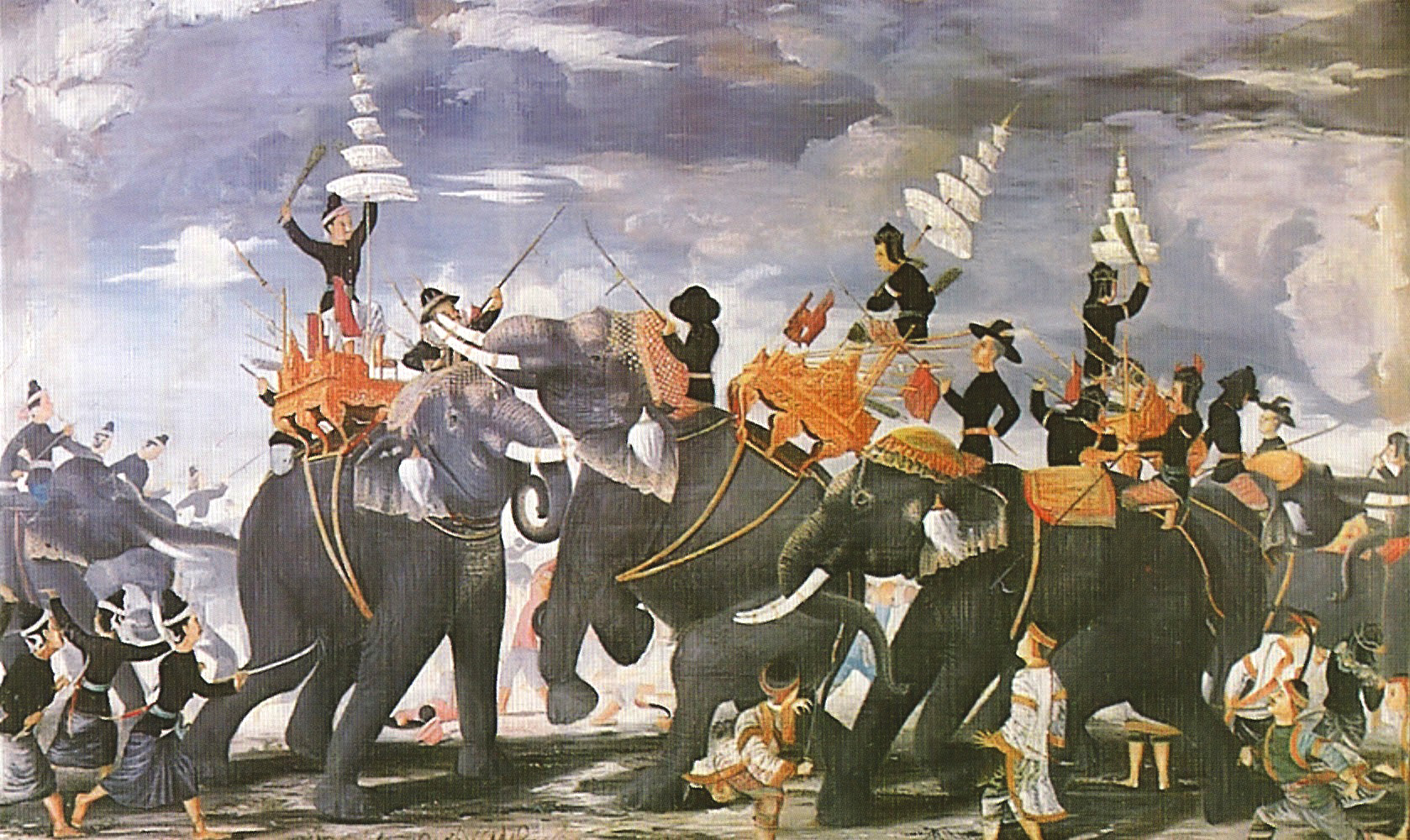
Peinture du prince Narisara Nuvadtivongs, représentant la reine Suriyothai (au centre) sur son éléphant se plaçant entre le roi Maha Chakkraphat (à droite) et le vice-roi de Prome (à gauche).

L'armée siamoise dirigée par Maha Chakkraphat rencontre bientôt la colonne avancée commandée par le vice-roi de Prome, et les deux armées s'engagent dans une bataille. Les commandants des deux forces s'engagent dans un duel d'éléphants, comme c'est la coutume de l'époque. L'éléphant de Maha Chakkraphat panique et s'enfuit, chargeant l'ennemi au loin, le vice-roi le poursuit. Craignant pour la vie de son mari, la reine Sri Suriyothai charge de placer son éléphant entre le roi d'Ayutthaya et le vice-roi de Prome, bloquant ainsi sa poursuite. Le vice-roi engage alors la reine dans un combat singulier, lui fendant mortellement de l'épaule au cœur avec sa hallebarde, blessant également mortellement sa fille. La mère et la fille meurent sur le dos du même éléphant. La légende dit que le vice-roi ne savait pas qu'il combattait une femme jusqu'à ce que son coup la frappe. Alors qu'elle tombe en train de mourir, son casque se détache, exposant ses longs cheveux. Les chroniques birmanes ne mentionnent aucun cas de combat singulier (à dos d'éléphant ou autre) de la part du vice-roi de Prome.
Le prince Ramesuan et le prince Mahin poussent alors leurs éléphants à avancer pour combattre le vice-roi, et le chassent ainsi que ses forces restantes du terrain, puis ramènent les corps de leur mère et de leur sœur à Ayutthaya. Pendant ce temps, le roi siamois rassemble son armée et se retire en bon ordre vers la capitale.

## Enfants

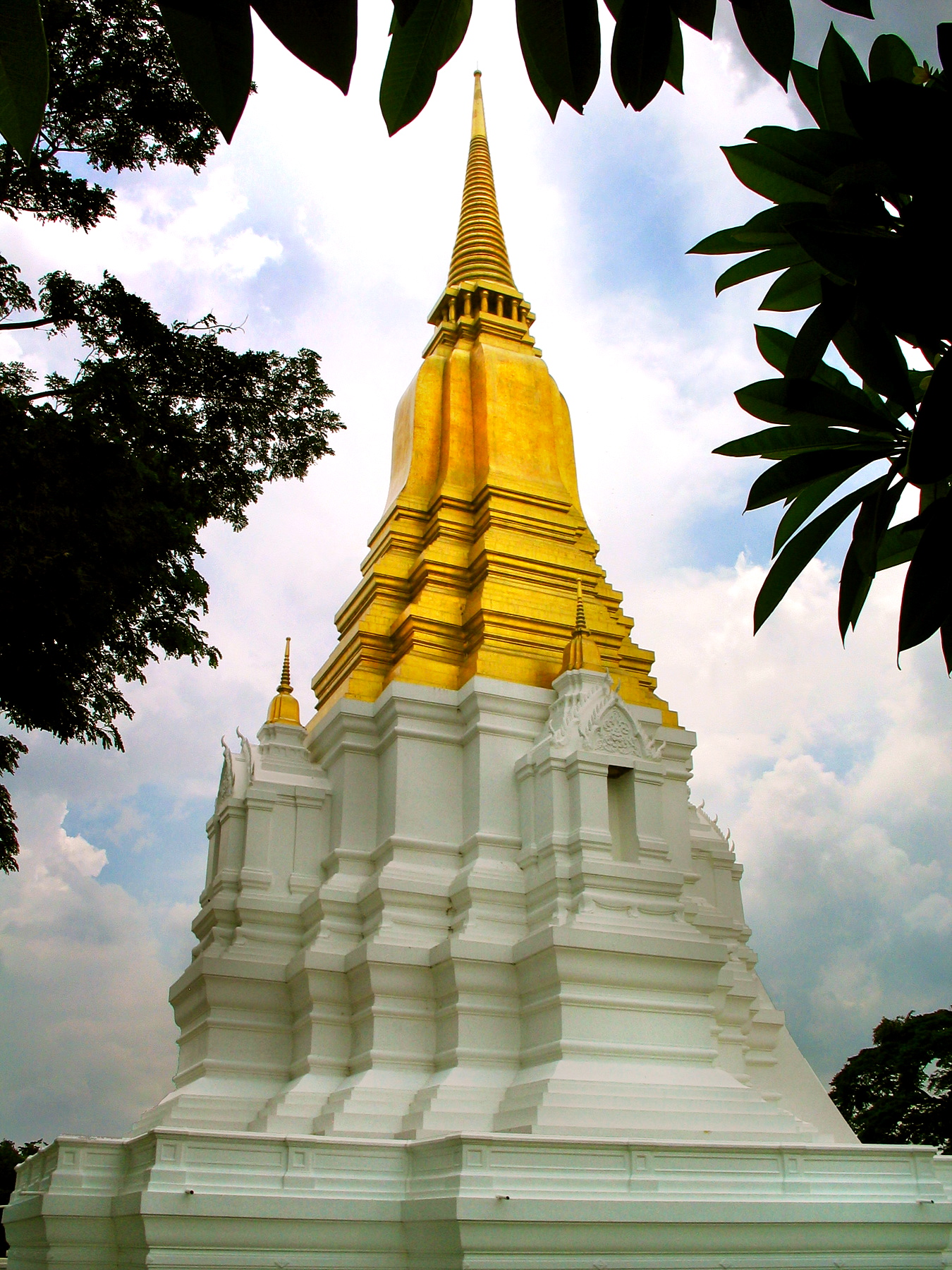
Le chedi Sri Suriyothai.

- Phra Ramesuan : né à Upparat, capturé et racheté en 1549, fait prisonnier en 1564, meurt en tant que commandant de l'armée birmane en 1564.
- Phra Mahin : deviendra le roi Mahinthrathirat.
- Phra Sawatdirat : deviendra l'épouse de Maha Thammaracha, plus tard reine Wisutkasat, mère du roi Naresuan, du roi Ekathotsarot et de la princesse Suphankanlaya.
- Phra Boromdilok : meurt à côté de sa mère au combat.
- Phra Thepkassatri : future épouse du roi Setthathirath de Lan Xang, kidnappée et emmenée en Birmanie.

## Commémoration
Un chedi commémoratif dédié à la reine Suriyothai, Phra Chedi Sisuriyothai, est construit par le roi Maha Chakkraphat en son honneur. Le chedi se trouve au Wat Suanluang Sopsawan, sur les rives de la rivière Chao Phraya, au sud-ouest du palais royal.
Suriyothai devient une héroïne nationale au XIXe siècle grâce au roi Chulalongkorn ainsi que son successeur Vajiravudh. Elle devient l'allégorie de la femme subordonnée à son mari et d'une idéologie nationaliste naissante qui souligne la loyauté envers la nation.

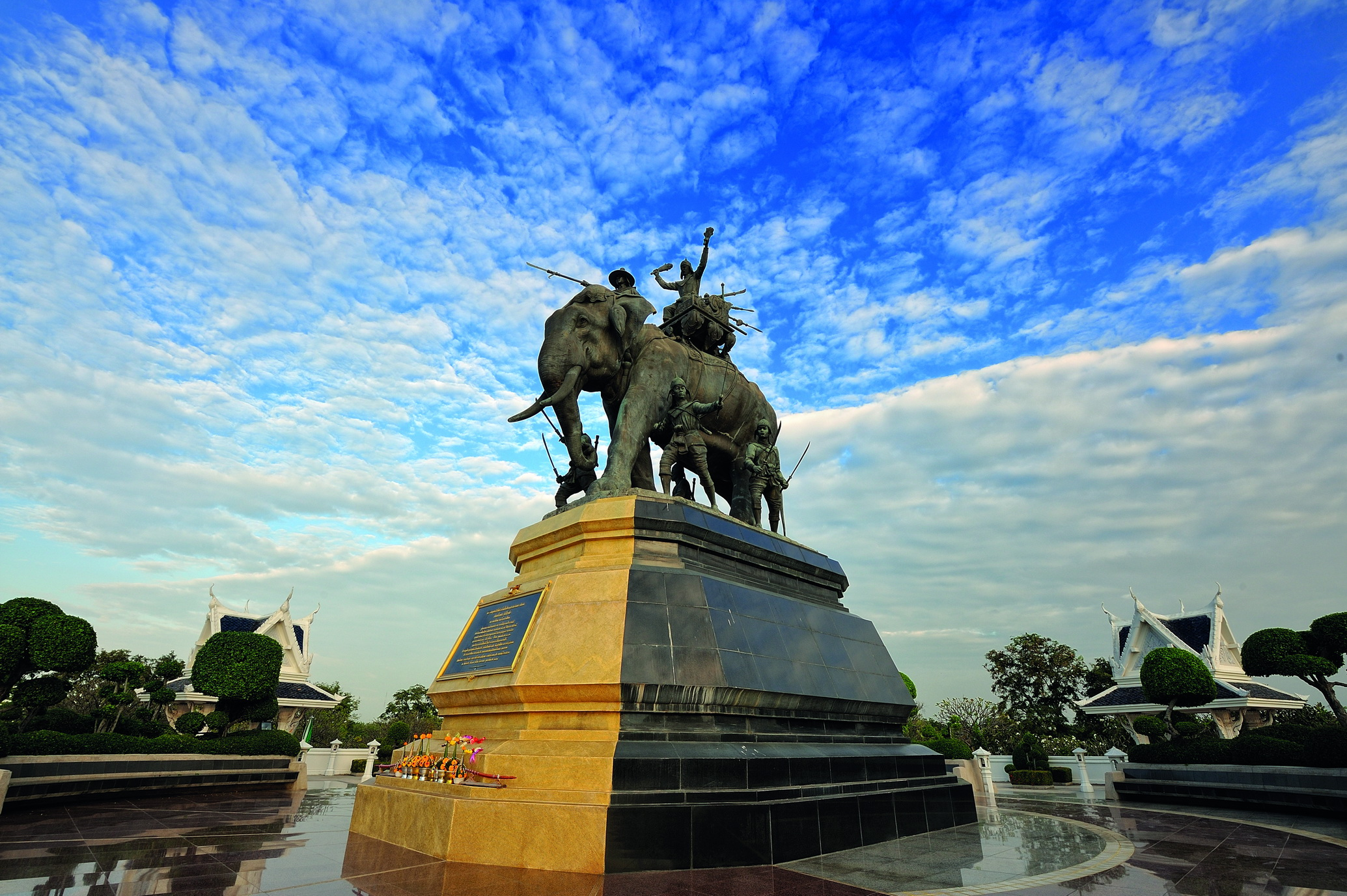
Le monument de la reine Suriyothai.

Il y a aussi un parc commémoratif à l'extérieur d'Ayutthaya, avec une grande statue de la reine chevauchant un éléphant de guerre à Tung Makham Yong dans le sous-district de Ban Mai, district de Phra Nakhon Si Ayutthaya, afin d'honorer la reine Suriyothai à l'occasion du 60e anniversaire de la reine Sirikit Kitiyakara en 1992. La statue fait l'objet d'un culte permanent.
En 2001, sort un film thaïlandais sur sa vie, Suriyothai, le film en langue thaï au plus grand budget (800 millions de bahts, soit 9 millions de dollars). Le film est réalisé par le prince Chatrichalerm Yukol, membre de la famille royale thaïlandaise, et financé par la reine Sirikit Kitiyakara. Le film a un succès considérable. Le film est présenté par la Thaïlande pour l'Oscar du meilleur film international en 2002.
En 2013, l'Opéra de Bangkok crée le ballet-opéra de S. P. Somtow intitulé Suriyothai en l'honneur de l'anniversaire de la reine Sirikit Kitiyakara. Il met en vedette Stacey Tappan et Winita Lohitkul et est mis en scène par Trisdee na Patalung.